# Praan
Riacho da Vida é um poema em Bengali escrito por Rabindranath Tagore na coleção Gitânjali.
Palbasha Siddique cantou esse poema e a música foi usada como fundo para o vídeo Dancing 2008 de  Matt Harding. Após aparecer no vídeo, a música esteve entre as 10 mais obtidas na Amazon's Soundtrack por mais de uma semana e ainda configura entre os 100 MP3 mais baixados.
A letra, cujo original é em Bengali:
| Bengali | Transliteração | Tradução para o português |
| --- | --- | --- |
| প্রাণ ভুলবো না আর সহজেতে সেই প্রাণে মন উঠবে মেতে মৃত্যু মাঝে ঢাকা আছে যে অন্তহীন প্রাণ বজ্রে তোমার বাজে বাঁশি সেকি সহজ গান সেই সুরেতে জাগবো আমি সেই ঝড় যেন সই আনন্দে চিত্তবীণার তারে সপ্তসিন্ধু দশ দিগন্ত নাচাও যে ঝঙ্কারে বজ্রে তোমার বাজে বাঁশি সেকি সহজ গান সেই সুরেতে জাগবো আমি | Praan Bhulbona ar shohojete Shei praan e mon uthbe mete Mrittu majhe dhaka ache je ontohin praan Bojre tomar baje bashi She ki shohoj gaan Shei shurete jagbo ami Shei jhor jeno shoi anonde Chittobinar taare Shopto-Shindhu dosh digonto Nachao je jhonkare! | O mesmo riacho de vida que corre por minhas veias noite e dia, corre pelo mundo e dança em métricas rítmicas. É a mesma vida que explode em alegria através da poeira da terra e inúmeras lâminas de grama e que quebra em ondas turbulentas de folhas e flores. É a mesma vida que é embalada no oceano - berço de vida e morte, vazando e fluindo. Eu sinto que meus membros são glorificados pelo toque desse mundo de vida. E meu orgulho vem da pulsação de eras dançando no meu sangue nesse momento. |